# Galassia Fuso
La galassia Fuso (nota anche come galassia lenticolare NGC 5866 o NGC 5866) è una galassia lenticolare, di tipo S03, nella costellazione del Drago. Gli astronomi ritengono che la galassia Fuso sia l'oggetto Messier 102. NGC 5866 è stata probabilmente scoperta da Pierre Méchain o Charles Messier nel 1781, e indipendentemente riscoperta da William Herschel nel 1788.
NGC 5866 ha magnitudine apparente 10 ed è una galassia lenticolare vista quasi di taglio. La sua distanza è di circa 40 milioni di anni luce, e il suo diametro angolare di 5,2' corrisponde a circa 60.000 anni luce. È ben visibile con un telescopio da 100 mm, con il quale è osservabile il nucleo circondato da un oggetto nebuloso di forma ellittica.

## Osservazione
La sua declinazione fortemente settentrionale fa sì che essa sia osservabile quasi esclusivamente dall'emisfero nord, dove per altro si presenta circumpolare da quasi tutte le sue regioni ad eccezione soltanto della fascia tropicale più prossima all'equatore. Dall'emisfero sud, al contrario, è invisibile da quasi tutte le sue regioni. Essendo di magnitudine apparente pari a +10, non è osservabile né occhio nudo né con un binocolo; per poterla scorgere occorre almeno un piccolo telescopio amatoriale. 
Il periodo migliore per la sua osservazione nel cielo serale ricade nei mesi compresi fra fine marzo e agosto; nell'emisfero nord è visibile anche verso l'inizio dell'autunno, grazie alla declinazione boreale della galassia, mentre nell'emisfero sud può essere osservata in particolare durante i mesi tardo-autunnali australi.

## Caratteristiche fisiche
La galassia è denominata Galassia Fuso per la sua caratteristica forma a fuso per l'appunto: il disco di polveri scure che la attraversa è abbastanza insolito per una galassia lenticolare: nella maggior parte delle stesse, questo disco è in prossimità del bulge, mentre in questo caso potrebbe avere una forma ad anello, ma la sua struttura è di elevata difficoltà di individuazione per la visuale che noi dalla Terra abbiamo dell'oggetto, ovvero esattamente di taglio.
Per lo stesso motivo la galassia potrebbe essere una semplice galassia a spirale, e in questo caso la banda di polveri non sarebbe così insolita.

## Gruppo di NGC 5866
La Galassia Fuso è uno dei membri principali e brillanti del Gruppo di NGC 5866, un piccolo gruppo di galassie che comprende anche le galassie a spirale NGC 5879 e NGC 5907. Questo manipolo di galassie potrebbe comunque essere solo un sottogruppo di una grande struttura formata dal Gruppo di M101 e dal Gruppo di M51, tuttavia la maggior parte delle fonti distinguono i tre gruppi in tre entità diverse.